# 密蘇里城 (德克薩斯州)
29°34′58″N 95°32′22″W / 29.58278°N 95.53944°W
密蘇里城（Missouri City, Texas）是美國德克薩斯州本德堡縣的一個城市，小部分位於哈里斯縣。面積78.8平方公里。根據美國2000年人口普查，人口52,913人。
1890年來自休士頓的開發商購買了這裡的土地，並在密蘇里州的聖路易斯招募殖民者。1893年另一位股東為其命名為密蘇里城。1894年被列入州的登記冊上。1956年3月13日建市。

## 教育
在密蘇里城的部分，Fort Bend獨立學區有学校。
在密蘇里城的部分，休斯顿独立学区有学校。